# 首都圏レーダー
『首都圏レーダー』（しゅとけんレーダー）は、1983年10月3日から1985年3月29日までテレビ朝日で平日18:00 - 18:25（JST）に放送されていた関東ローカルワイドニュース番組。前番組は『ニュースイブニング朝日』。

## 概要
タイトルは『ANNニュースレーダー』（当番組の開始前から後枠で放送されていた全国ニュース）に由来していて、事実上の「姉妹番組」であったため、エンディングには「つづいてニュースレーダーをどうぞ」という字幕を出していた。
6時台のローカルニュースワイドの初代である『6時のサテライト』が主婦を中心とした女性を主たるターゲットにした内容、『イブニング朝日』がニュースの他に生活・トレンド情報も取り入れた情報番組テイストだったが、当番組は「テレビ朝日が首都圏内の8ヶ所に設けている支局からのリポート」を前面に押し出しながら報道色を強化。全国ニュースの速報も随時伝えていたほか、番組の終盤に設けられた天気予報は、京浜急行グループの単独提供コーナーとして放送されていた。
1985年4月改編で『ANNニュースレーダー』に統合される形で終了する。1985年3月29日の番組最終回では、花見客で賑わう毛利庭園（当時のテレビ朝日本社敷地内）に植えられていた桜の木の下から放送された。
1972年10月の『（旧）ニュースレーダー』から13年間（通算で5番組）続いた首都圏ローカルのニュースワイドの単独放送は、当番組とともに終了。同年4月の『（新）ニュースレーダー』の枠拡大以後はANN全国版夕方ニュースへの内包が今日まで続く。

## キャスター

### 男性
- 長谷川直樹（ - 1984年9月）
- 戸谷光照（1984年10月 - 1985年3月、当時テレビ朝日アナウンサー）

### 女性
- 野崎由美子（当時テレビ朝日アナウンサー）

天気予報のみ単独で担当。
1985年4月から9月までの『ANNニュースレーダー』のキャスターも担当。